# Katharine Wright
Katharine Wright Haskell, née le 19 août 1874 et morte le 3 mars 1929, est la sœur des frères Wright, Wilbur et Orville, pionniers dans l’aviation. Professeure au lycée, elle est devenue une célébrité internationale à la suite de son voyage avec ses frères en Europe.

## Biographie

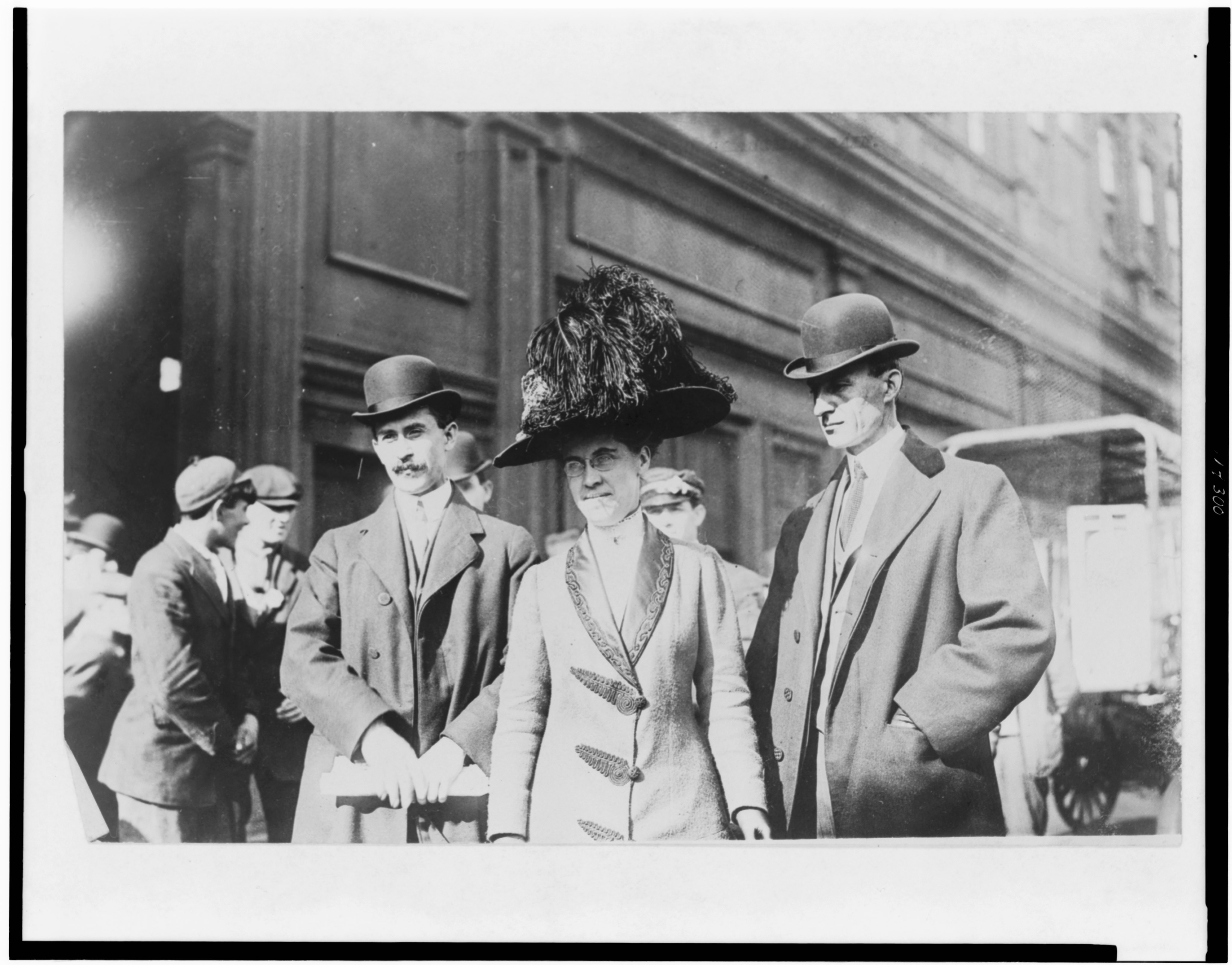
Portrait de Orville, William et Katharine Wright

Katharine Wright est née le 19 août 1874, exactement trois ans après Orville Wright. Elle est la plus jeune des cinq enfants de  Milton Wright (en) et Susan Koerner.
Elle avait 15 ans lorsque sa mère est morte de la tuberculose en 1889. Seule femme de la famille restante, elle assume le rôle de “mère de famille” et de gestion de la maisonnée.
Son père, Milton, évêque de l'United Brethren Church, est la plupart du temps en voyage d'affaires pour l'Église.
Les trois plus jeunes enfants, Katharine, Wilbur et Orville, livrés à eux-mêmes, développent des liens de loyauté, de respect et d'affection.
Elle se marie avec Henry Joseph Haskell en 1926, trois ans avant de mourir d'une pneumonie. Elle est la seule des trois plus jeunes Wright à se marier,.

## Carrière
Malgré ses responsabilités domestiques, Katharine poursuit ses objectifs universitaires et de carrière, que ses parents encourageaient vivement lorsqu'elle était enfant.
Elle excelle au lycée et est diplômée du Oberlin College — première université américaine à accepter les femmes — en 1898. Elle est la seule enfant Wright diplômée à l'université. Elle enchaîne avec une carrière en tant que professeure au Steele High School, où elle enseigne le latin.
Avec ses frères, même si elle n'a pas de compétences en design, en construction ou en pilotage, elle joue un rôle vital dans la popularisation de la première machine volante Wright. En effet, Wilbur demande à Katharine de le rejoindre en France avec Orville pour jouer le rôle de porte parole. Elle domine rapidement la scène sociale, étant beaucoup plus extravertie et sociable que ses frères plutôt timides. Elle prend des leçons de français afin de mieux maîtriser la langue. Les journaux français sont fascinés par ce qu'ils considèrent comme le côté humain des Wrights. Elle reçoit, avec Wilbur et Orville, la Légion d'honneur, ce qui fait d'elle l'une des rares femmes des États-Unis à l'avoir reçue.
De retour à Dayton, les trois frères et sœurs sont devenus des célébrités, et Katharine prend des responsabilités commerciales, devenant officier de la Compagnie Wright en 1912 après la mort de Wilbur. La société est vendue en 1915 par Orville.

## Engagement
Katharine était très active dans le mouvement en faveur du droit de vote des femmes. Son père, évêque, et Orville la soutiennent dans son combat. Le samedi 24 octobre 1914, ils marchent tous les deux à ses côtés dans une marche qu'elle organise  à travers le centre-ville de Dayton et qui rassemble 1 300 personnes.

## Anecdotes
Chaque année, la National Aeronautic Association décerne le trophée Katharine Wright à la femme qui soutient le plus les efforts de l'aviation.